# Birth A.D.
Birth A.D. ist eine US-amerikanische Crossover-Band aus Austin, Texas, die im Jahr 2008 gegründet wurde.

## Geschichte
Die Band wurde im Jahr 2008 gegründet, bestand zu zwei Drittel aus der aufgelösten Black-Metal-Band Averse Sefira und veröffentlichte die selbstproduzierte EP Stillbirth of a Nation im Jahr 2009 in Eigenveröffentlichung. Im Oktober desselben Jahres ging die Gruppe auf eine Tournee durch Japan, die elf Auftritte umfasste. 2013 erschien das Debütalbum I Blame You über Unspeakable Axe Records, einem Sub-Label von Dark Descent Records.

## Stil
Laut der Bandbiografie auf Facebook versucht die Band einen Crossover aus Hardcore Punk und Thrash Metal der 1980er Jahre zu spielen. Brett Stevens von deathmetal.org befand, dass die Band Thrash Metal im Stil von Gruppen wie Dirty Rotten Imbeciles, Corrosion of Conformity, Cryptic Slaughter, Dead Brain Cells und Fearless Iranians from Hell spielt. Laut Ronny Bittner vom Rock Hard spielt die Band Crossover-Thrash-Metal im Stil von Stormtroopers of Death. Im Interview mit Bittner gab Jess Tandy an, seine musikalische Karriere mit dem Spielen von Thrash Metal begonnen zu haben. Im Lied The Scene Sucks äußere er sich negativ über lokale Metal-Szenen, da er globale für effektiver halte, da diese die Summe ihrer Teile sei. Die lokalen Szenen seien voll von Apathie, Parteigeist und Menschen, die man nicht ausstehen könne. Viele der Lieder meine die Band, ähnlich wie Stormtroopers of Death, nicht ernst. Man versuche, ähnlich wie ein Komiker, durch Übertreibung und Humor ein Statement zu vermitteln.

## Diskografie
- 2009: Stillbirth of a Nation (EP, Eigenveröffentlichung)
- 2013: I Blame You (Album, Unspeakable Axe Records)